# Odakyū Enoshima-Linie
| Triebzug der Baureihe 10000 in Fujisawa |                   |                                   |       |
| Streckenlänge: | 27,6 km           |                                   |       |
| Spurweite: | 1067 mm (Kapspur) |                                   |       |
| Stromsystem: | 1500 V =          |                                   |       |
| Streckengeschwindigkeit: | 110 km/h          |                                   |       |
| Zweigleisigkeit: | ganze Strecke     |                                   |       |
| |                   |                                   |       |
| Gesellschaft: | Odakyū Dentetsu   |                                   |       |
| \| \| \| Shinjuku (相模大野) \| 1927– \| \| \| \| \| \| \| \| 0,0 \| Sagami-Ōno (相模大野) \| 1938– \| \| \| \| ←↑ Odakyū Odawara-Linie \| 1927– \| \| \| 1,5 \| Higashi-Rinkan (東林間) \| 1929– \| \| \| 3,0 \| Chūō-Rinkan (中央林間) \| 1929– \| \| \| \| → Tōkyū Den’entoshi-Linie \| 1984– \| \| \| 4,5 \| Minami-Rinkan (南林間) \| 1929– \| \| \| 5,1 \| Tsuruma (鶴間) \| 1929– \| \| \| \| Tōmei-Autobahn \| \| \| \| 7,6 \| Yamato (大和) \| 1929– \| \| \| \| ↔ Sōtetsu-Hauptlinie \| 1926– \| \| \| 9,8 \| Sakuragaoka (桜ヶ丘) \| 1952– \| \| \| 11,8 \| Kōza-Shibuya (高座渋谷) \| 1929– \| \| \| \| ↔ Tōkaidō-Shinkansen \| 1964– \| \| \| 14,0 \| Chōgo (長後) \| 1929– \| \| \| \| \| \| \| \| 15,6 \| Shōnandai (湘南台) \| 1966– \| \| \| \| → Blaue Linie \| 1999– \| \| \| \| → Sōtetsu Izumino-Linie \| 1964– \| \| \| 17,3 \| Mutsuai-Nichidai-mae (六会日大前) \| 1929– \| \| \| 19,7 \| Zengyō (善行) \| 1960– \| \| \| \| \| \| \| \| 21,3 \| Fujisawa-Hommachi (藤沢本町) \| 1929– \| \| \| 23,1 \| ↔ Tōkaidō-Hauptlinie \| 1887– \| \| \| 23,1 \| Fujisawa (藤沢) \| 1887– \| \| \| \| → Enoshima-Dentetsu-Linie \| 1902– \| \| \| 24,6 \| Hon-Kugenuma (本鵠沼) \| 1929– \| \| \| 25,9 \| Kugenuma-Kaigan (鵠沼海岸) \| 1929– \| \| \| 27,6 \| Katase-Enoshima (片瀬江ノ島) \| 1929– \| |                   |                                   |       |
| Haltepunkt / Haltestelle Streckenanfang |                   | Shinjuku (相模大野)               | 1927– |
| |                   |                                   |       |
| Bahnhof | 0,0               | Sagami-Ōno (相模大野)             | 1938– |
| Abzweig geradeaus und nach rechts |                   | ←↑ Odakyū Odawara-Linie           | 1927– |
| Haltepunkt / Haltestelle | 1,5               | Higashi-Rinkan (東林間)           | 1929– |
| Bahnhof · Kopfbahnhof Streckenanfang (im Tunnel) | 3,0               | Chūō-Rinkan (中央林間)            | 1929– |
| Strecke · Strecke nach links (im Tunnel) |                   | → Tōkyū Den’entoshi-Linie         | 1984– |
| Haltepunkt / Haltestelle | 4,5               | Minami-Rinkan (南林間)            | 1929– |
| Haltepunkt / Haltestelle | 5,1               | Tsuruma (鶴間)                    | 1929– |
| |                   | Tōmei-Autobahn                    |       |
| Strecke quer (im Tunnel) · Turmbahnhof mit Tunnelstrecke · Strecke quer (im Tunnel) | 7,6               | Yamato (大和)                     | 1929– |
| Strecke |                   | ↔ Sōtetsu-Hauptlinie              | 1926– |
| Haltepunkt / Haltestelle | 9,8               | Sakuragaoka (桜ヶ丘)              | 1952– |
| Haltepunkt / Haltestelle | 11,8              | Kōza-Shibuya (高座渋谷)           | 1929– |
| Strecke Tunnelanfang und quer · Kreuzung mit Tunnelstrecke · Strecke quer (im Tunnel) |                   | ↔ Tōkaidō-Shinkansen              | 1964– |
| Bahnhof | 14,0              | Chōgo (長後)                      | 1929– |
| |                   |                                   |       |
| Bahnhof · Kopfbahnhof Streckenanfang · U-Bahn-Kopfbahnhof Streckenanfang (im Tunnel) | 15,6              | Shōnandai (湘南台)                | 1966– |
| Strecke · Strecke (im Tunnel) · U-Bahn-Strecke nach links (im Tunnel) |                   | → Blaue Linie                     | 1999– |
| Strecke · Strecke nach links (im Tunnel) · Strecke quer (im Tunnel) |                   | → Sōtetsu Izumino-Linie           | 1964– |
| Haltepunkt / Haltestelle | 17,3              | Mutsuai-Nichidai-mae (六会日大前) | 1929– |
| Haltepunkt / Haltestelle | 19,7              | Zengyō (善行)                     | 1960– |
| Tunnel |                   |                                   |       |
| Haltepunkt / Haltestelle | 21,3              | Fujisawa-Hommachi (藤沢本町)      | 1929– |
| Kreuzung geradeaus oben · Bahnhof quer · Strecke quer | 23,1              | ↔ Tōkaidō-Hauptlinie              | 1887– |
| Abzweig nach links und von links | 23,1              | Fujisawa (藤沢)                   | 1887– |
| Strecke · Strecke nach links |                   | → Enoshima-Dentetsu-Linie         | 1902– |
| Haltepunkt / Haltestelle | 24,6              | Hon-Kugenuma (本鵠沼)             | 1929– |
| Haltepunkt / Haltestelle | 25,9              | Kugenuma-Kaigan (鵠沼海岸)        | 1929– |
| Kopfbahnhof Streckenende | 27,6              | Katase-Enoshima (片瀬江ノ島)      | 1929– |

Die Odakyū Enoshima-Linie (jap. 小田急江ノ島線, Odakyū Enoshima-sen) ist eine Eisenbahnstrecke auf der japanischen Insel Honshū, die von der Bahngesellschaft Odakyū Dentetsu betrieben wird. Sie ist eine Zweigstrecke der Odakyū Odawara-Linie in der Präfektur Kanagawa. Dabei erschließt sie die Stadt Fujisawa und endet nahe der touristisch bedeutenden Halbinsel Enoshima.

## Streckenbeschreibung
Die 27,6 km lange Strecke ist in Kapspur (1067 mm) verlegt, mit 1500 V Gleichspannung elektrifiziert und vollständig zweigleisig ausgebaut. Sie bedient 17 Bahnhöfe, die maximale Geschwindigkeit beträgt 110 km/h. Nördlicher Ausgangspunkt ist der Sagami-Ōno, wo die Strecke von der Odakyū Odawara-Linie nach Süden abzweigt. Unmittelbar bei der Abzweigung passiert sie das Betriebswerk Ōno. Anschließend durchquert sie annähernd in Nord-Süd-Richtung das Sagamino-Plateau. Obwohl die Trasse durch welliges Terrain verläuft, ist sie weitgehend geradlinig und besitzt wenige Kurven, wodurch sie abwechslungsweise ansteigend und abfallend ist. In Chūō-Rinkan besteht Anschluss an die Den’entoshi-Linie der Tōkyū Dentetsu, in Yamato an die Sōtetsu-Hauptlinie der Sagami Tetsudō sowie in Shōnandai an die Sōtetsu Izumino-Linie und an die Blaue Linie der U-Bahn Yokohama. Alle diese Strecken verlaufen im Bereich der Kreuzung mit der Enoshima-Linie unterirdisch.
Kurz nach Zengyō wird der einzige Tunnel passiert. Im Stadtzentrum von Fujisawa biegt die Enoshima-Linie nach Osten ab, unterquert die Tōkaidō-Hauptlinie und erreicht den Bahnhof Fujisawa. In diesem Kopfbahnhof müssen sämtliche Züge eine Spitzkehre machen. Weiter geht es in entgegengesetzter Richtung. Nach Verlassen des Kopfbahnhofs durchquert die Strecke zunächst südwestwärts die Küstenebene. Anschließend wendet sie sich in einem weiten Bogen nach Südosten und folgt der Küste der Sagami-Bucht. Sie endet schließlich im Bahnhof Katase-Enoshima, der sich am rechten Ufer des Flusses Sakai befindet, kurz vor dessen Mündung in den Pazifik.

## Züge
Seit dem Fahrplanwechsel vom 17. März 2018 werden vier Zuggattungen angeboten, von denen drei in Sagami-Ōno zur Odawara-Linie wechseln oder von dieser auf die Enoshima-Linie geleitet werden. In ganz Japan bekannt sind insbesondere die Romancecar-Schnellzüge, die überwiegend dem touristischen Verkehr dienen. Sie bilden die Zuggattung Tokkyū (特急, engl. Limited Express). Sämtliche Plätze in diesen besonders bequem ausgestatteten Zügen sind reservierungspflichtig. Zusätzlich zum Basis-Fahrpreis muss ein Zuschlag in fast derselben Höhe bezahlt werden. Das Rollmaterial unterscheidet sich markant von jenem der regulären Züge; als Besonderheit verfügen die jüngeren Baureihen über Kanzelwagen an den Zugenden. Ab Shinjuku verkehren die Romancecar-Züge an Werktagen viermal täglich nach Fujisawa oder Katase-Enoshima und zurück, an Wochenenden und Feiertagen sogar zwölfmal.
Nicht zuschlagspflichtig sind die Eilzüge Kyūkō (engl. Express) und Kaisoku-kyūkō (Rapid Express), die ab Shinjuku verkehren und zusammen einen angenäherten 20-Minuten-Takt bilden. An Werktagen ist Fujisawa in allen Fällen die Endstation, an Wochenenden und Feiertagen fahren fast alle Eilzüge weiter bis nach Katase-Enoshima. Die an allen Bahnhöfen haltenden Nahverkehrszüge (Kakueki-teisha) verkehren im Zehn-Minuten-Takt und sind überwiegend auf die Verbindung zwischen Sagami-Ōno und Katase-Enoshima beschränkt. Die nördliche Endstation einzelner Züge befindet sich in Machida.

## Geschichte
Die im Jahr 1922 gegründete Bahngesellschaft Odawara Kyūkō Tetsudō, ein Tochterunternehmen der Elektrizitätsgesellschaft Kinugawa Suiryoku, erhielt im Oktober 1926 die Konzession für eine Strecke, die von der bereits im Bau befindlichen Odakyū Odawara-Linie abzweigen und über Fujisawa in die Nähe von Enoshima an der Sagami-Bucht führen sollte. Nach einjähriger Bauzeit (und zwei Jahre nach der Odawara-Linie) erfolgte am 1. April 1929 die Eröffnung der gesamten Enoshima-Linie bis Katase-Enoshima, die von Anfang an zweigleisig ausgebaut und elektrifiziert war. Da die Gegend rund um die Abzweigung damals noch nicht überbaut war und sich dort nur ein Signal befand, übernahm zunächst Shin-Hanamachida die Aufgabe des Abzweigbahnhofs. Ab 1. April 1938 war der rund 200 Meter von der Abzweigung entfernt errichtete Bahnhof Sagami-Ōno der neue Ausgangspunkt.
Der Pazifikkrieg führte bedeutende Änderungen herbei. Da die Kinugawa Suiryoku aufgrund der Zwangsverstaatlichung der Elektrizitätswirtschaft ihr Hauptgeschäft verlor, schloss sie sich mit der Odawara Kyūkō Tetsudō zusammen, woraus am 1. März 1941 die Odakyū Dentetsu entstand. Auf der Grundlage des 1938 erlassenen Gesetzes zur Koordination von Landverkehrsunternehmen ging das Unternehmen am 1. Mai 1942 im Daitōkyū-Konglomerat auf. Zwei Jahre nach Kriegsende beschlossen die Aktionäre an einer außerordentlichen Versammlung, das finanziell angeschlagene Konglomerat durch Ausgründungen aufzulösen. So nahm die Odakyū Dentetsu am 1. Juni 1948 als eigenständige Gesellschaft ihre Geschäftstätigkeit wieder auf.
Während des Krieges war das zweite Gleis zwischen Fujisawa und Katase-Enoshima entfernt worden, um die Kriegswirtschaft zu unterstützen. 1948/49 baute die Odakyū Dentetsu diesen Abschnitt erneut zweigleisig aus. Nach 22-jährigem Betrieb wurde am 6. November 1960 der Güterverkehr eingestellt. Mit zunehmender Suburbanisierung kamen im Laufe der Jahre mehrere neue Bahnhöfe hinzu. Dazu gehörte 1960 der Bahnhof Shōnandai mit einem Übergang zur Sōtetsu Izumino-Linie. 1984 und 1999 kamen Übergänge zur Den’entoshi-Linie in Chūō-Rinkan bzw. zur U-Bahn Yokohama in Shōnandai hinzu.

## Liste der Bahnhöfe

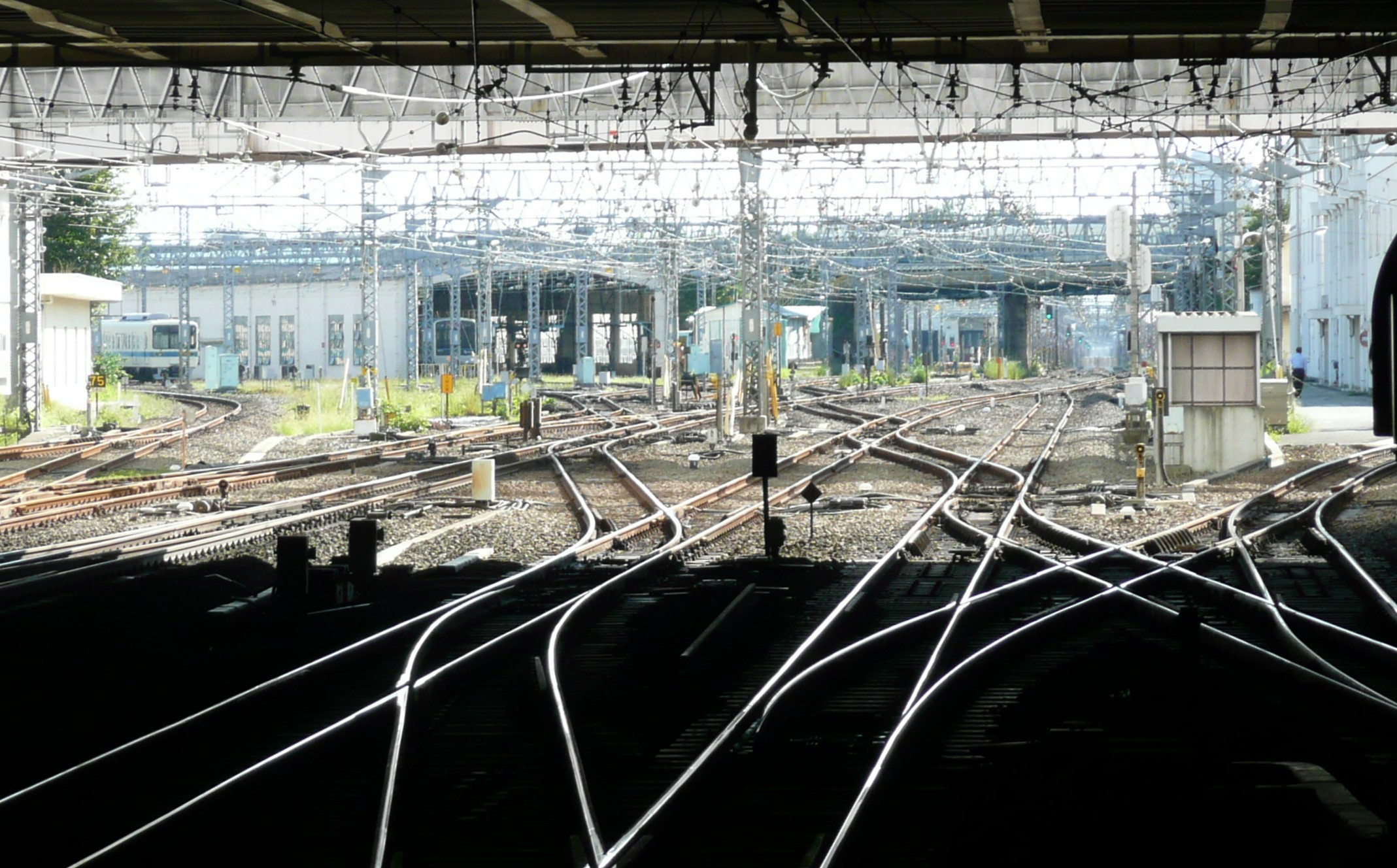
Verzweigung bei Sagami-Ōno, im Hintergrund das Betriebswerk

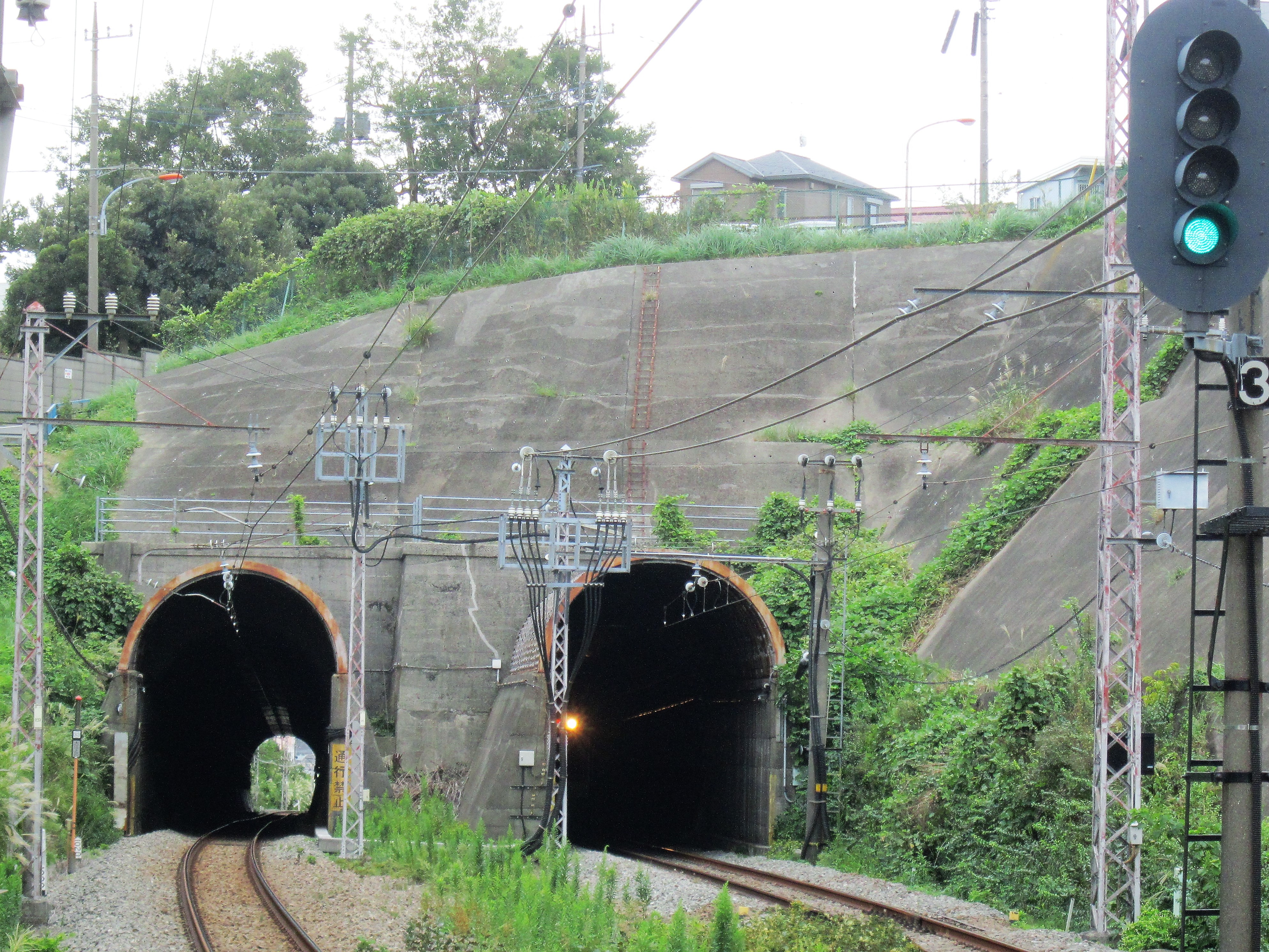
Tunnel bei Zengyō

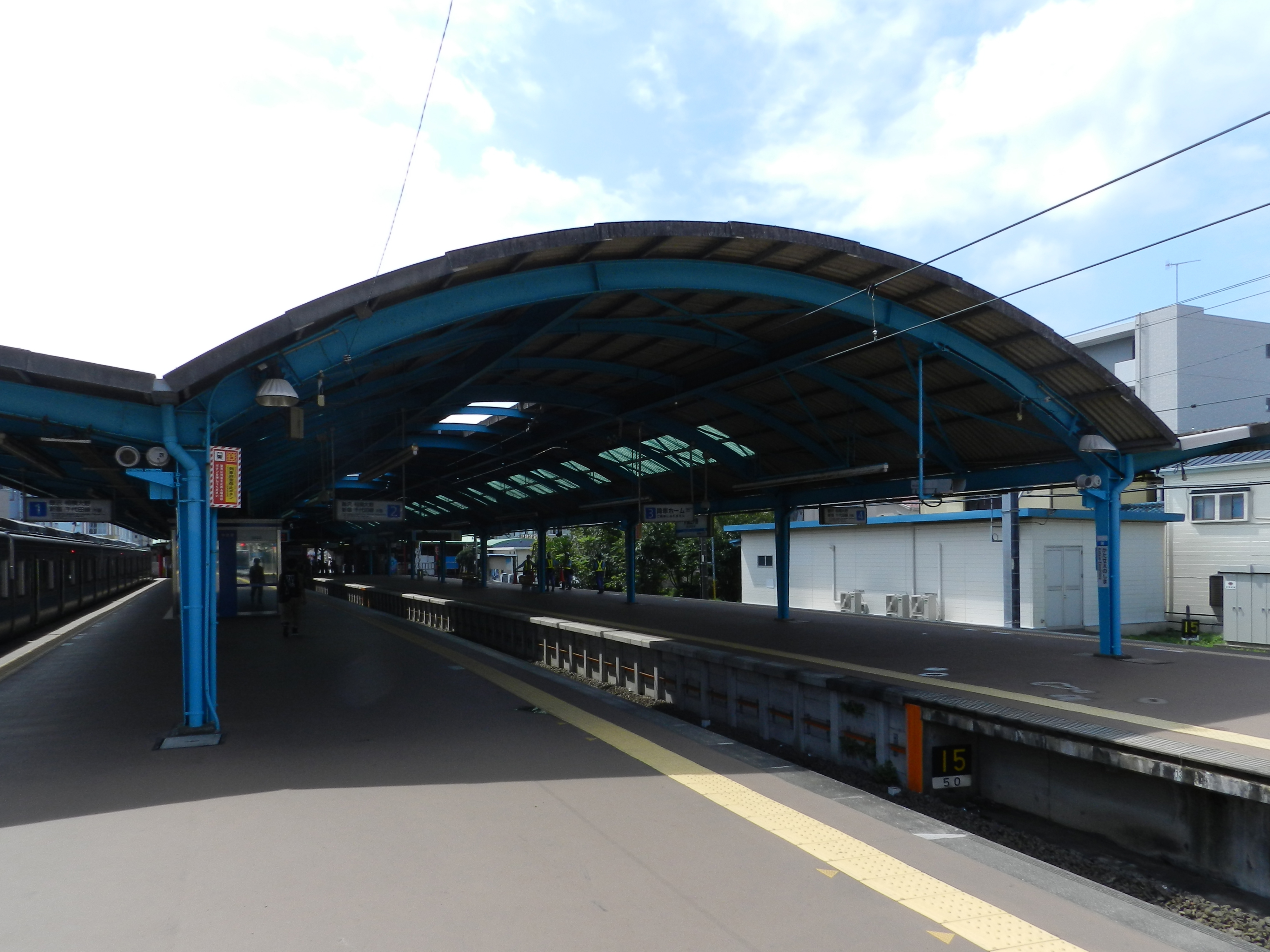
Bahnhof Katase-Enoshima

Ky = Kyūkō (Express); Kk = Kaisoku-kyūkō (Rapid Express)
| Name | Name                              | km   | Ky | Kk | Anschlusslinien                                    | Lage   | Ort        |
| ---- | --------------------------------- | ---- | -- | -- | -------------------------------------------------- | ------ | ---------- |
| OH28 | Sagami-Ōno (相模大野)             | 00,0 | ●  | ●  | Odakyū Odawara-Linie                               | Koord. | Sagamihara |
| OE01 | Higashi-Rinkan (東林間)           | 01,5 | ǀ  | ǀ  |                                                    | Koord. | Sagamihara |
| OE02 | Chūō-Rinkan (中央林間)            | 03,0 | ●  | ●  | Tōkyū Den’entoshi-Linie                            | Koord. | Yamato     |
| OE03 | Minami-Rinkan (南林間)            | 04,5 | ●  | ǀ  |                                                    | Koord. | Yamato     |
| OE04 | Tsuruma (鶴間)                    | 05,1 | ǀ  | ǀ  |                                                    | Koord. | Yamato     |
| OE05 | Yamato (大和)                     | 07,6 | ●  | ●  | Sōtetsu-Hauptlinie                                 | Koord. | Yamato     |
| OE06 | Sakuragaoka (桜ヶ丘)              | 09,8 | ǀ  | ǀ  |                                                    | Koord. | Yamato     |
| OE07 | Kōza-Shibuya (高座渋谷)           | 11,8 | ǀ  | ǀ  |                                                    | Koord. | Yamato     |
| OE08 | Chōgo (長後)                      | 14,0 | ●  | ǀ  |                                                    | Koord. | Fujisawa   |
| OE09 | Shōnandai (湘南台)                | 15,8 | ●  | ●  | Sōtetsu Izumino-Linie U-Bahn Yokohama: Blaue Linie | Koord. | Fujisawa   |
| OE10 | Mutsuai-Nichidai-mae (六会日大前) | 17,3 | ǀ  | ǀ  |                                                    | Koord. | Fujisawa   |
| OE11 | Zengyō (善行)                     | 19,7 | ǀ  | ǀ  |                                                    | Koord. | Fujisawa   |
| OE12 | Fujisawa-Hommachi (藤沢本町)      | 21,3 | ǀ  | ǀ  |                                                    | Koord. | Fujisawa   |
| OE13 | Fujisawa (藤沢)                   | 23,1 | ●  | ●  | Tōkaidō-Hauptlinie Enoshima-Linie                  | Koord. | Fujisawa   |
| OE14 | Hon-Kugenuma (本鵠沼)             | 24,6 | ǀ  | ǀ  |                                                    | Koord. | Fujisawa   |
| OE15 | Kugenuma-Kaigan (鵠沼海岸)        | 25,9 | ǀ  | ǀ  |                                                    | Koord. | Fujisawa   |
| OE16 | Katase-Enoshima (片瀬江ノ島)      | 27,6 | ●  | ●  |                                                    | Koord. | Fujisawa   |